# Windfall (film 2022)
Windfall è un film del 2022 diretto da Charlie McDowell. Il film presenta solo quattro personaggi, nessuno dei quali ha un nome.

## Trama
Un ladro si trova all'interno di un agrumeto, intento a mangiare arance; dopo poco entra all'interno della lussuosa abitazione annessa, certo dell'assenza dei proprietari. Mentre è in cerca di refurtiva inaspettatamente si fanno vivi proprio i proprietari: si tratta di un ricchissimo uomo (CEO di un'importante azienda) e sua moglie, impegnata in enti benefici finanziati dal marito. Il ladro non riesce a fuggire in tempo e, essendo molto più robusto dei due, decide di tenerli in ostaggio sotto minaccia di violenza fisica, anche se in realtà non ha armi con sé.
Aveva già preso un orologio Rolex e si fa consegnare dai due i soldi (poco più di 5mila dollari) presenti in casa come riserva: chiude poi marito e moglie in una cabina sauna presente all'esterno e fugge attraverso l'agrumeto, raggiungendo la propria autovettura, nascosta lungo il muretto esterno; quando se ne sta per andare nota una telecamera di videosorveglianza posta sopra un albero e decide di tornare indietro. Scopre che i due sono già riusciti a liberarsi, ma riesce a raggiungerli e a riprenderli in ostaggio.
Ne nasce una paradossale conversazione a tre, durante la quale il CEO convince il ladro del fatto che, essendo la sua vita oramai compromessa, sarebbe una buona idea procurarsi una cifra alta ma non enorme (per non destare sospetti e per facilità di trasporto) così da rifarsi l'esistenza fuori dagli Stati Uniti; si stabilisce che questa cifra sia 500mila dollari. Il CEO videochiama quindi la propria segretaria e, con una scusa, la convince a farsi portare la cifra, che però potra arrivare solo il giorno dopo nel pomeriggio: dovranno quindi passare un giorno intero insieme. Le conversazioni proseguono e appare chiaro che tra il CEO e la moglie ci sia una relazione tesa. Di notte, la moglie dice al rapinatore che non è contenta della sua vita; il ladro le dice di smetterla di definirsi una vittima per aver sposato un uomo per la sua ricchezza. Il giorno dopo, inaspettatamente nella villa arriva il giardiniere per lavorare nella tenuta: i tre cercano di tenerlo lontano, facendogli anche credere che il ladro sia un cugino della moglie, ma il giardiniere ha diversi progetti da mostrare al CEO e li porta nella tenuta per illustrare il luogo dove vuole piantare una quercia.
Il CEO ne approfitta per far capire al giardiniere di essere in ostaggio usando lo schizzo del progetto per una richiesta di aiuto, ma il ladro se ne accorge e prende in ostaggio anche il giardiniere, usando anche la pistola che i proprietari avevano nascosto in casa. Dopo alcune ore in cui i quattro sono in casa in attesa dei soldi, il CEO comincia a criticare il ladro, fino a provocare la sua reazione: egli spara un colpo di avvertimento, provocando la fuga disordinata del giardiniere, il quale sbatte contro una porta a vetri. L'urto causa la morte dell'uomo dato che una scheggia di vetro gli trafigge il collo: l'uccisione accidentale lascia il ladro sconvolto.
Di sera arriva il denaro che viene lasciato davanti alla casa: il ladro ordina alla moglie di recuperarlo. La donna potrebbe segnalare il pericolo ad un'automobile di passaggio, ma decide di non farlo. Al ritorno in casa il ladro lega CEO e moglie in due stanze differenti, ma mentre se ne sta andando comincia a rispondere per le rime al CEO, dicendo che era entrato nella tenuta per poter vivere qualche giorno da ricco; inoltre gli svela che sua moglie sta prendendo le pillole anticoncezionali, rendendo vani i loro tentativi di avere un figlio. Uditi questi discorsi la moglie si libera usando uno dei vetri che sono stati rotti dal giardiniere e uccide il rapinatore con una piccola statua. Prende quindi la pistola e spara a suo marito uccidendolo; infine pone la pistola nella mano del ladro (probabilmente al fine di attribuire a lui le colpe) e esce di casa.

## Produzione
Il film è stato girato nel marzo 2021 ad Ojai, in California; il montaggio è terminato a luglio dello stesso anno.

## Distribuzione
Ad agosto 2021 Netflix ha acquistato i diritti di distribuzione
- Jason Segel nel ruolo di Nessuno

- Lily Collins nel ruolo della moglie

- Jesse Plemons come amministratore delegato

- Omar Leyva nel ruolo del giardiniere